# Kopf eines Fauns
Der Kopf eines Fauns ist eine verloren gegangene Arbeit Michelangelos aus der Zeit um 1489. Sie war die erste Marmorarbeit des erst 15- oder 16-jährigen Michelangelo, der diese Skulptur wahrscheinlich als Kopie einer antiken Vorlage erstellte. Nach Giorgio Vasari war es diese Arbeit, die Michelangelo zur Patenschaft Lorenzo de’ Medicis verhalf. 
Vasari erzählt die Anekdote, dass Lorenzo de’ Medici in den Garten von San Marco kam, in dem einige junge Künstler arbeiteten, und Michelangelos Faun-Kopf sah. Er fragte den jungen Meister, ob in einem so alten Gesicht nicht einige Zähne fehlen sollten. Michelangelo gab ihm recht und schlug zum großen Vergnügen des Herzogs dem Faun einen Zahn mit Hammer und Meißel aus.
Cesare Zocchi (1851–1922) erschuf eine Marmorplastik, die den jungen Meister bei der Arbeit an ebendiesem Faun-Kopf zeigt. Sie befindet sich in der Casa Buonarroti in Florenz.

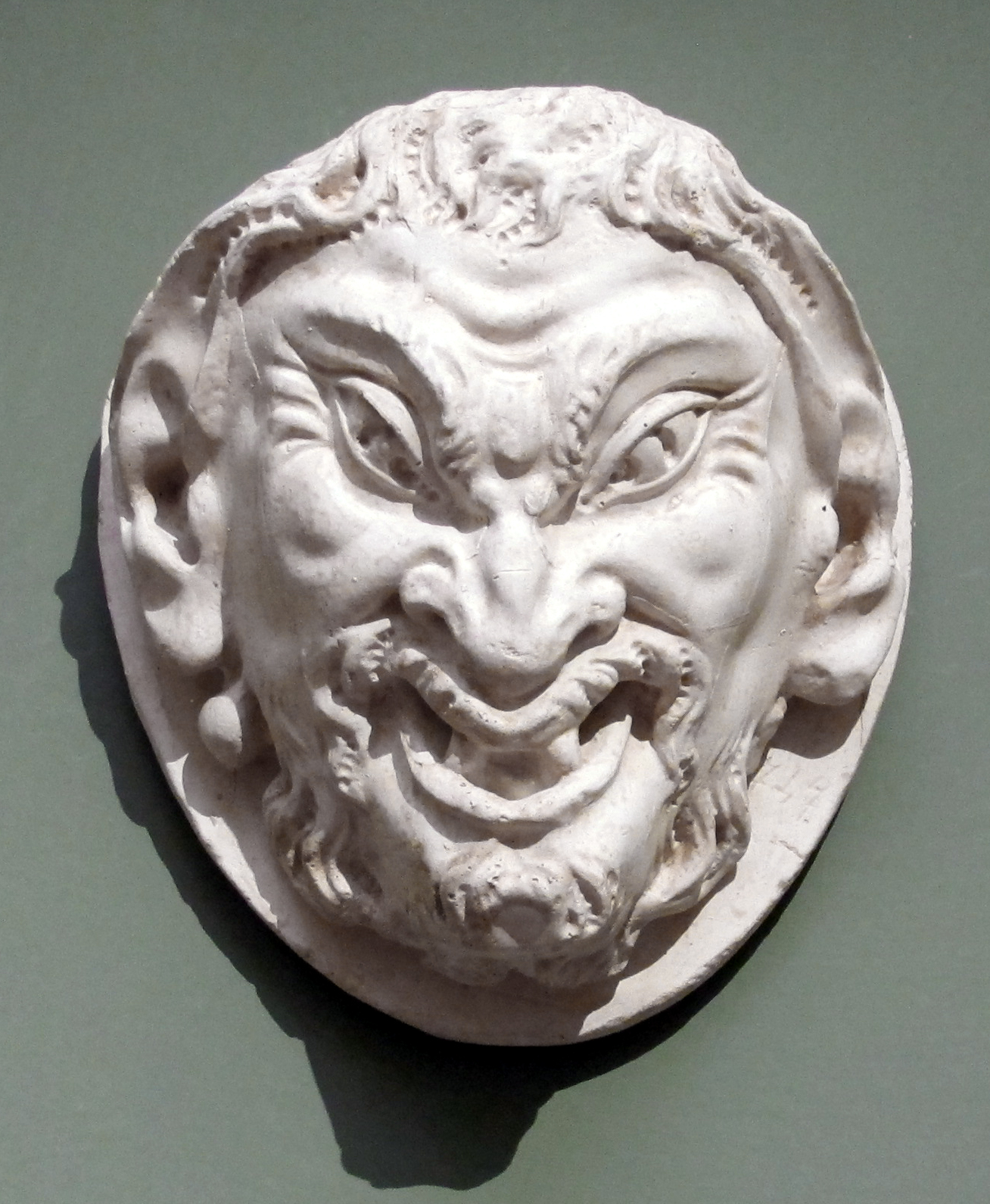
Diese Gipsversion eines Kopfes des Fauns (bis 1944 im Bargello Museum in Florenz) wurde als Abguss des Werkes Michelangelos angesehen
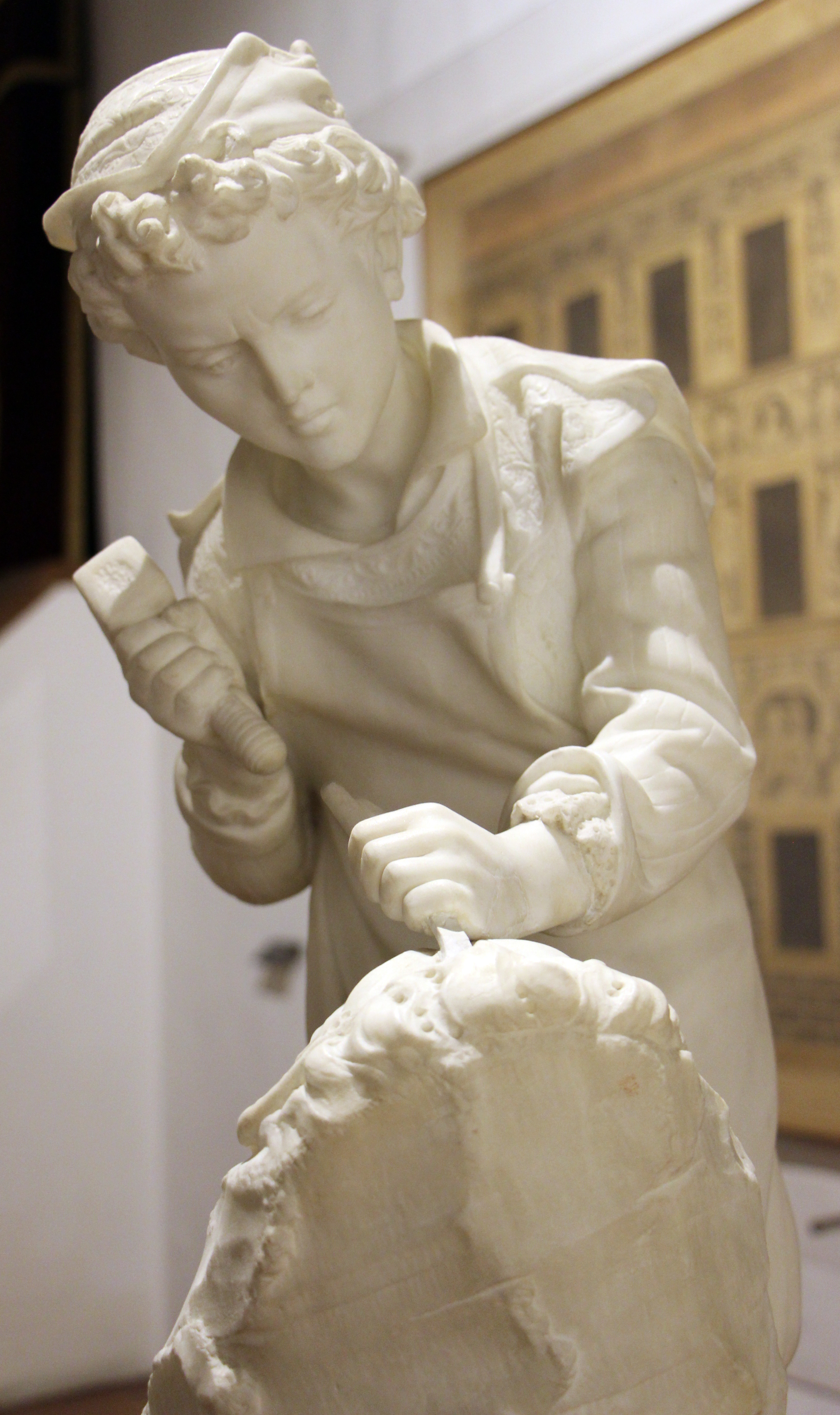
Cesare Zocchi: Michaelangelo bei der Arbeit am Kopf des Fauns